# Orange City, Iowa
Orange City är en stad (city) i Sioux County, i delstaten Iowa, USA. Enligt United States Census Bureau har staden en folkmängd på 6 035 invånare (2011) och en landarea på 10,2 km². Orange City är huvudort i Sioux County.